# Синдці
Си́ндці, інакше си́нди або си́ндхи (сіндхі: سنڌي, деванаґарі सिन्धी) — народ у Пакистані (переважно в провінції Синд) і в Індії (переважно в прикордонних з Пакистаном районах).
Назва народу пов'язана з річкою Інд. Місцеве населення, зокрема й синдці називають її Синду (санскр. सिन्धु, Sindhu, сіндхі: سنڌو, Sindhu).
Мова синдхі (синдська) індоарійської групи індоєвропейської сім'ї, поділяється на такі діалекти: ласі і ларі на заході, вічолі в центрі, тарі і качі на сході. В основі літературної мови лежить діалект вічолі. Мова має багато запозичень з арабської та перської мов. Писемність на базі арабської абетки, в Індії користуються письмом деванаґарі.
За віросповіданням абсолютна більшість синдців є мусульманами-сунітами, в Індії більшість становлять індуїсти.

## Чисельність
Чисельність у Пакистані, за переписом населення 1998 року, становила 19 058 728 осіб, з них 18 181 748 осіб у провінції Синд (92,02 % сільського населення і лише 25,79 % міського) і 366 376 осіб у провінції Белуджистан. Чисельність в Індії, за переписом населення 2001 року, 2 535 485 осіб, у тому числі 958 787 в штаті Гуджарат, 709 224 в штаті Махараштра, 380 430 в штаті Раджастан, 259 226 в штаті Мадх'я-Прадеш. У штаті Махараштра, поблизу Мумбаї, розташоване найбільше в Індії "синдське" місто Улгаснаґар.

## Історія
У долині Інду існувала одна з найдавніших цивілізацій світу — Харапська цивілізація (3300—1300 рр. до Р. Х.). Символом цієї цивілізації є найдавніше місто долини Інду Могенджо-Даро.
Індоарійські племена, предки сучасних синдців, з'явилися тут пізніше — у II тис. до Р. Х. Вони стали творцями так званої Ведичної цивілізації (1500—500 рр. до Р. Х.). Махабхарата згадує тогочасне царство Синду (Бгоджа, Пуліндака), розташоване в долині Інду.
Протягом багатьох століть Синд зазнавав численних вторгнень, і місцеве населення постійно поповнювалось різноетнічними елементами, які різною мірою брали участь в етногенезі синдців.
У VI ст. до Р. Х. країна була завойована персами і увійшла до складу імперії Ахеменидів. У IV ст. до Р. Х. прийшли нові завойовники — греки (македонці) на чолі з Александром Великим. Перше грецьке панування виявилось недовгим, і вже у 305 р. до Р. Х. долину Інду захопила східно-індійська імперія Маур'їв. Влада Маур'їв припинилася у 232 р. до Р. Х., і Синд був включений до складу Індо-Грецького царства (180 р. до Р. Х. — 10 р. після Р. Х.); центр цієї держави розташовувався на території сусіднього Пенджабу. Перелік завойовників продовжувався й надалі: Кушанська імперія (30—375), перська держава Сасанідів (224—652), імперія Гуптів (320—550), держава ефталітів (408—670), імперія Гарша (606—647). Час від часу виникали й місцеві держави, зокрема династії Рор (450—489), Рай (416—644), Брамін (641—725).
У 711—712 рр. Дагір, третій магараджа з Брамінської династії, зазнав поразки від арабів. Синд захопили араби, він був включений до складу Арабського Халіфату. Край стає органічною частиною мусульманського світу, серед місцевого населення поширюється іслам. Місто Дебал (попередник сучасного Карачі) було другим після Басри за значенням портом Халіфату. Провінцією Великий Синд управляла арабська династія Габарі. Під час боротьби за владу в Халіфаті між Омеядами та Абасидами Габарі відділилися від Халіфату й утворили окремий емірат Мансура (854—1011), який перебував у васальній залежності від Газневидів.
У 1024—1351 рр. Синдом правила раджпутська династія Сумро. Після захоплення монголами у 1258 році Багдаду країна втратила традиційні зв'язки з арабським світом. Держава Сумро стала першою місцевою мусульманською державою в регіоні. Її володіння сягали Пенджабу на півночі, Раджастану на сході й Белуджистану на заході. Коран у ці часи був перекладений синдською мовою. Держава впала під тиском армії Делійського султанату, але на зміну їй прийшла інша раджпутська династія Самма (1351—1524). Цей період знаменує початок суфійської думки і вчення в Синді. Після ослаблення Делійського султанату Самма стала повністю незалежною. В часи династії Самма в Синді були створені визначні пам'ятки архітектури, музики, мистецтва.

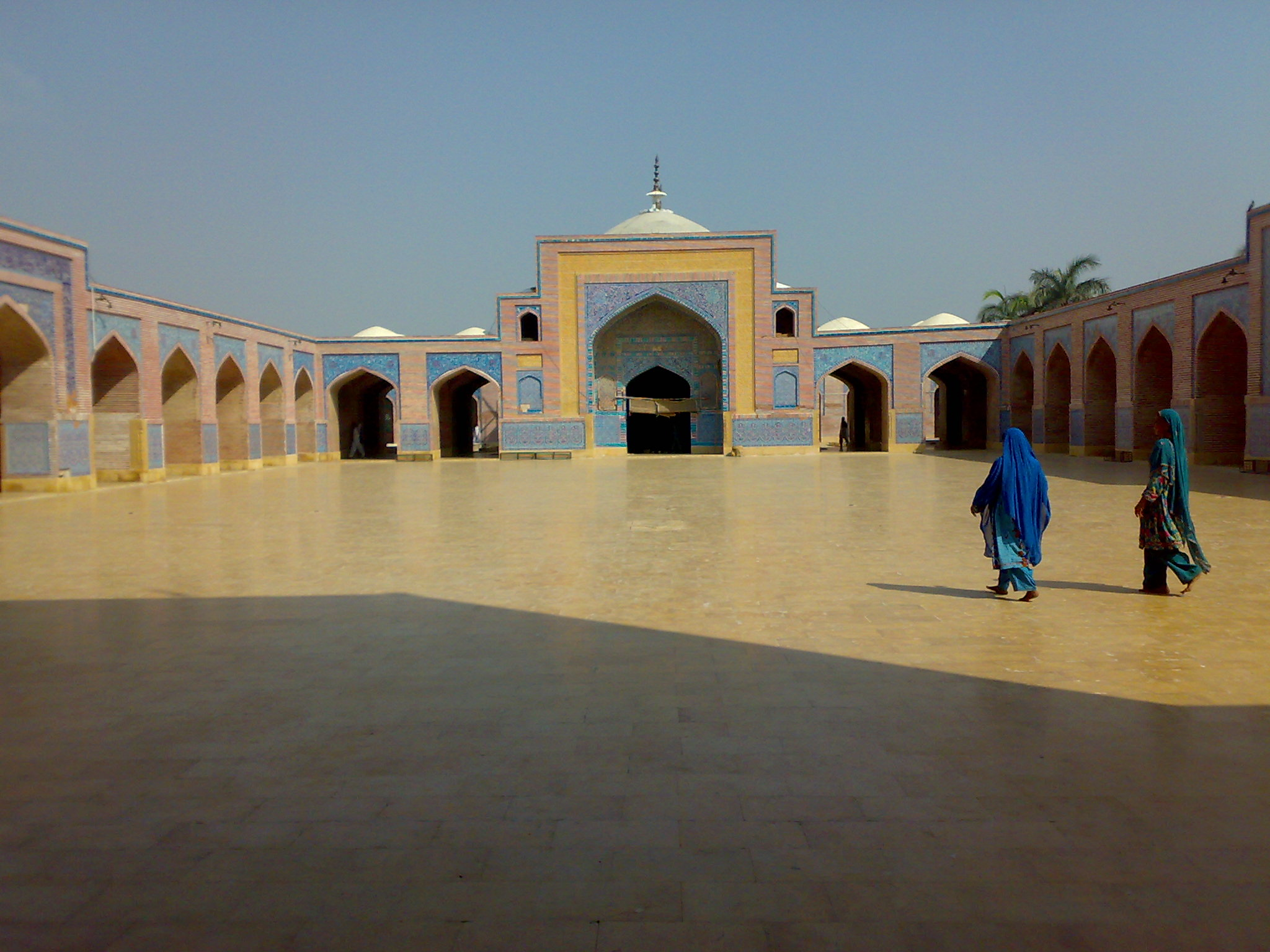
Мечеть Шах Джахана в місті Татта часів Великих Моголів

Синдська держава не встояла проти монгольських загарбників, династію Самма змінила монгольська династія Аргун. У 1573 році верхній Синд, а в 1591 році нижній Синд були приєднані до імперії Великих Моголів (1526—1858). На могольську добу припадає культурний розквіт Синду. В часи упадку Великих Моголів Синд захопила белуджийська династія Талпурів і правила країною в 1783—1843 рр., до британського завоювання. Після 1853 англійці розділили Синд на райони, а потім зробили його частиною Бомбейского президентства в складі Британської Індії.
Антиколоніальний рух на території Синду наприкінці XIX ст. очолила мусульманська секта (суфійський рух) гурів, або хурів, (від арабського "хур" - "вільний, незалежний", тобто "вільний від британського рабства"). Англійці намагалися придушити рух, гури у відповідь взялися за зброю. Заколотники були проблемою для колоніальної влади аж до кінця британського правління в Індії, у 1942—1943 роках у Синді навіть вводився воєнний стан. Рух гурів сприяв зростанню національної самосвідомості і національній консолідації синдців. У 1936 році вони домоглися виділення Синду в окрему провінцію.
Після утворення Пакистану в 1947 році Синд увійшов до його складу. Після розділу колишньої Британської Індії до провінції Синд прибуло багато переселенців-мусульман з Індії. Більшість з них оселилася в Карачі, як результат, синдці тепер становлять лише 7 % населення цього найбільшого в Пакистані міста. Водночас синдці-індуїсти переселилися до Індії, найбільша їхня колонія утворилася в місті Улгаснаґар (штат Махараштра).
У 60—70-ті роки XX століття зароджується синдський сепаратистський рух, прикладом для якого була боротьба за незалежність в Бангладеш. Вимоги синдських націоналістів варіювалися від вимоги широких культурних, економічних і політичних прав до політичної автономії Синду і навіть виходу зі складу Пакистану і створення незалежної держави під назвою Синдудеш. Сепаратистський рух набув популярності й отримав розвиток після загибелі колишнього прем'єр-міністра Пакистану, синдки за національністю, Беназір Бхутто в 2007 році. Масові акції, організовані націоналістичною партією JSQM, пройшли провінцією Синд у 2012-2014 роках. Ідея Синдудеш підтримується синдською діаспорою, зокрема в Індії. З 2002 року Синд є членом Організації непредставлених націй та народів (ОННН).

## Культура

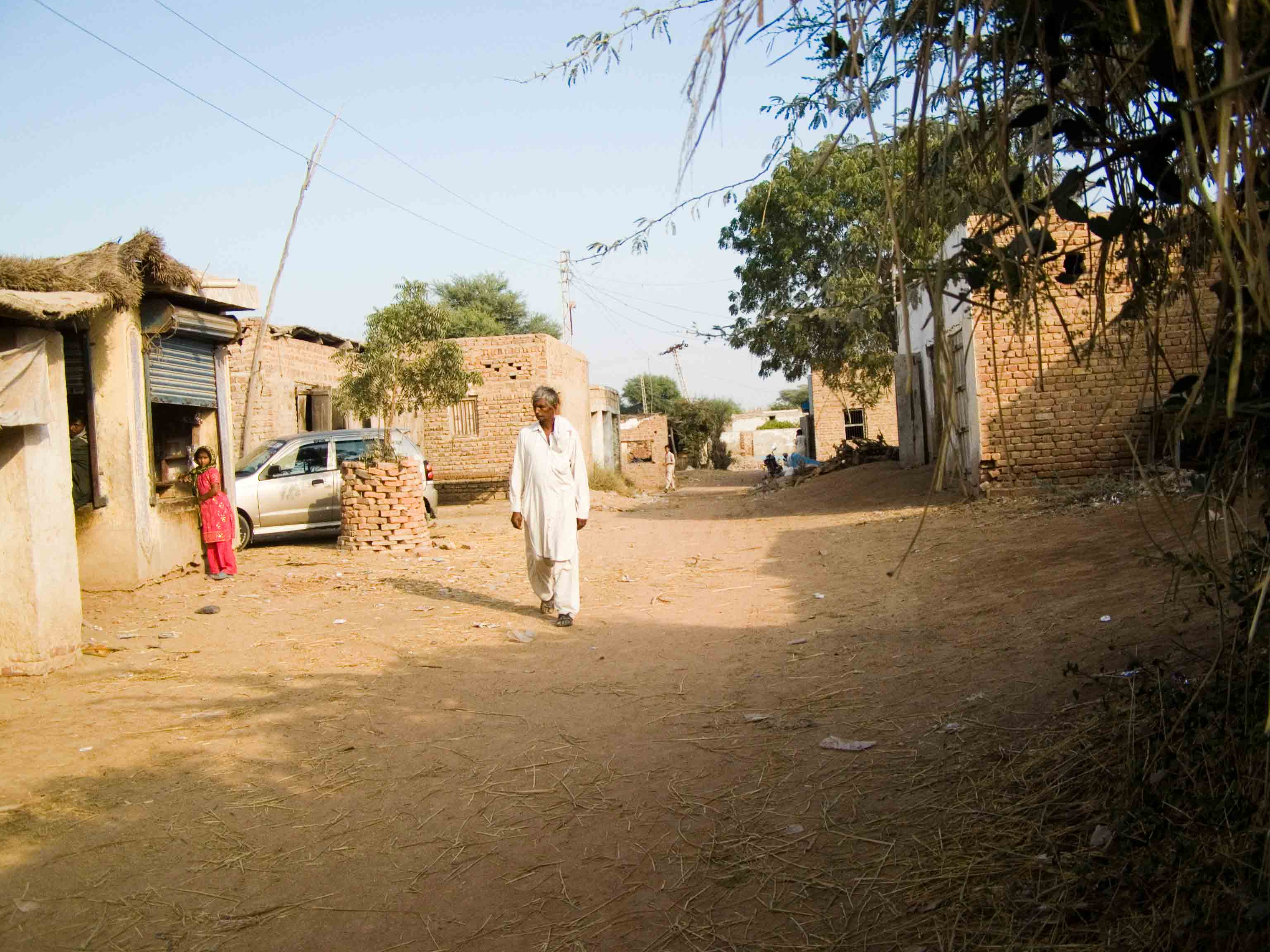
Традиційна вулиця в синдському містечку

Основне заняття синдців - орне землеробство, вирощують просо, сорго, рис, пшеницю, горох та інші бобові, олійні культури, застосовують штучне зрошування. Розводять велику рогату худобу (переважно буйволів, зебу), коней. На морському узбережжі та в дельті Інду важливе значення має рибальство. З ремесел зберігаються деякі види ручного ткацтва, вичинка шкіри, виробництво килимів. Частина синдців зайнята у промисловості. Склалася національна інтелігенція, отримала розвиток синдська література.
Типове сільське житло синдців — це глинобитна або плетена й обмазана глиною хата. Заможні люди будують хати з випаленої цегли, зазвичай огороджують їх парканом. Дах плоский, складається з шарів жердин і очерету, пересипаних землею.
Одяг чоловіків і жінок складається з шаровар і сорочки, чоловіки підперізують сорочку. Багато жінок поверх шаровар вдягають спідниці, деякі - сарі. Значна частина синдців носить взуття. Різноманітними є головні убори, у чоловіків це чалма, а у жінок легка накидка, що зветься чадар. Багато прикрас, серед них великі сережки в носі.
Основу харчування становлять просяні коржі, юшка з гороху, бобових, пшона, в дельті Інду — рис і риба. Їдять м'ясо (крім свинини), птицю, овочі, фрукти, молоко буйволиць та кіз. З напоїв популярним є чай.
Зберігається музично-пісенний фольклор. Жіночі партії в танці виконують переодягнені чоловіки.

## Визначні синдці
- Дагір (661-712) — 3-й магараджа (679-712) з Брамінської династії.
- Синд ібн-Алі (помер після 864) — синдський ісламський астроном, перекладач, математик і інженер.
- Лал Шахбаз Каландар (1149-1300) — суфійський поет і філософ.
- Джам Нізамудін II (1439-1509) — султан (1461-1508) Синду з династії Самма.
- Абу-л-Фазл (1551-1602) — індійський хроніст та філософ, візир, радник і друг падишаха Акбара з династії Великих Моголів.
- Шах Абдул Латіф (1689-1752) — суфійський поет і музикант, один з визначних середньовічних авторів віршів синдською мовою.
- Зульфікар Алі Бгуто (1928-1979) — президент (1971-1973) і прем'єр-міністр (1973-1977) Пакистану.
- Шах Марадан Шах II (1928-2012) — духовний лідер гурів і голова політичної партії Мусульманська ліга Пакистану.

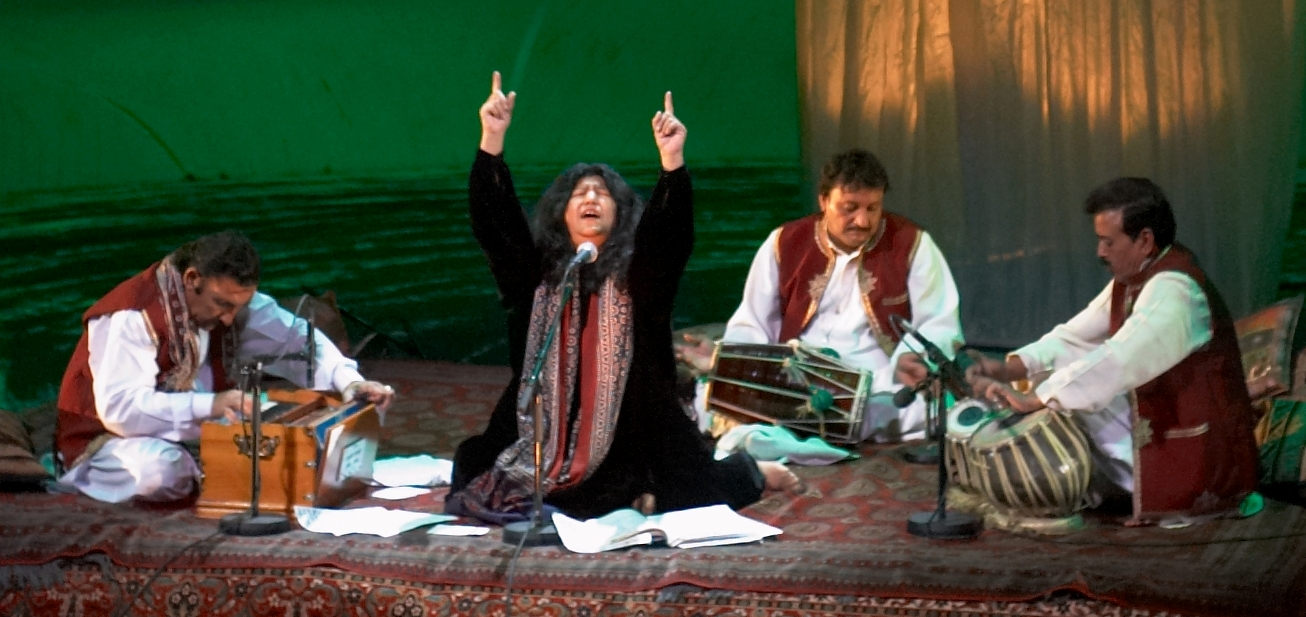
Співачка Абіда Парвін на концерті в Осло

- Мухамад Хан Джунеджо (народився 1932) — прем'єр-міністр (1985-1988) Пакистану.
- Беназір Бхутто (1953-2007) — прем'єр-міністр (1988-1990 і 1993-1996) Пакистану, перша у новітній історії людства жінка-лідер мусульманської країни, дочка Зульфікара Алі Бгутто.
- Абіда Парвін (народилася 1954) — пакистанська суфійська співачка, "королева суфійської музики".
- Асіф Алі Зардарі (народився 1955) — президент (2008-2013) Пакистану, чоловік вбитої колишньої прем'єрки Беназір Бгуто.
- Раджкумар Гірані (народився 1962) — індійський кінорежисер.
- Ранвір Сингх (народився 1985) — індійський кіноактор.